# Clubiona biaculeata
Clubiona biaculeata là một loài nhện trong họ Clubionidae.
Loài này thuộc chi Clubiona. Clubiona biaculeata được Eugène Simon miêu tả năm 1897.